# Drosophila diplochaeta
Drosophila diplochaeta är en tvåvingeart som beskrevs av Léonidas Tsacas 2003. Drosophila diplochaeta ingår i släktet Drosophila och familjen daggflugor.
Artens utbredningsområde är Zimbabwe.